# Braye, Aisne
Braye är en kommun i departementet Aisne i regionen Hauts-de-France i norra Frankrike. Kommunen ligger  i kantonen Vailly-sur-Aisne som ligger i arrondissementet Soissons. År 2022 hade Braye 130 invånare.

## Befolkningsutveckling
Antalet invånare i kommunen Braye
Referens: INSEE